# Jane Sherman
Jane Sherman (Beloit (Wisconsin), 14 de junio de 1908 – 16 de marzo de 2010) fue una escritora, compositora y bailarina estadounidense, miembro del grupo Rockettes el famoso grupo de bailarinas del Radio City Music Hall. También se le conoce por ser miembro de la Escuela de Denishawn, la compañía ecléctica fundada por Ruth St. Denis y Ted Shawn en 1915 y a la que se asocia el surgimiento de figuras de danza moderna como Martha Graham, Doris Humphrey y Charles Weidman. Actuó con compañías que van desde grupos de danza moderna hasta el Radio City Music Hall Rockettes.

## Biografía
Sherman era hija del publicista Horace Humphrey Sherman y la cantante de ópera Florentine St. Clair. La familia se trasladó a Nueva York en 1921, donde Jane comenzó a recibir clases de danza, después de ver a St. Denis en  Liebesträume, un solo que le inspiró a estudiar en el New York Denishawn School. Entre 1925 y 1926 el grupo hizo una gira por Asia siendo la miembro más joven del grupo. Todas sus experiencias, y gracias a su memoria casi fotográfica para recordar piezas de baile, las escribió en diarios y cartas que serían la base de futuras obras literarias al respecto. Todos sus manuscritos se editaron de forma conjunta por la Wesleyan University en 1976, muy alabado por los expertos en danza.
De 1927 a 1928 se unió a los Ziegfeld Follies e hizo giras con la compañía para volver a la danza moderna como miembro de la Compañía Humphrey-Weidman en 1928. También apareció en musicales de Broadway con Rockette en 1934 y 1935.
En 1940, Jane Sherman se casó con Ned Lehac, profesor de ciencias además de ser compositor y letrista. De hecho, trabajaron juntos en 14 espectáculos de 1930 a 1942. Y es que Sherman hizo trabajos para la Martha Graham Dance Company, la Caravana Vanaver, la Bienal de la Danza de Lyon (1990) y el propio Jacob's Pillow, del que Ted Shawn había sido fundador. También preparó el grupo fundado por Michelle Mathesius el llamado Denishawn repertory, representado en todo Estados Unidos, Francia y Reino Unido.
Cuando acabó su carrera de danza se dedicó a volcarse en su faceta de escritora. Así, aparecieron El drama de Denishawn Dance (Middletown, 1979) y Denishawn: la influencia duradera (Boston, 1983) donde explica las experiencias y técnicas de danza de esos tiempos. En la década de los 40, también, fue editora de la revista de ficción Seventeen. 
En 2003 Jane comenzó a publicar poemas, como su autopublicada "La canción de la senectud (Songs of Senescence)", donde pone de relieve el tema del envejecimiento, la imposibilidad de seguir bailando y la manera de ser entendida por las generaciones por venir.